# Mörön

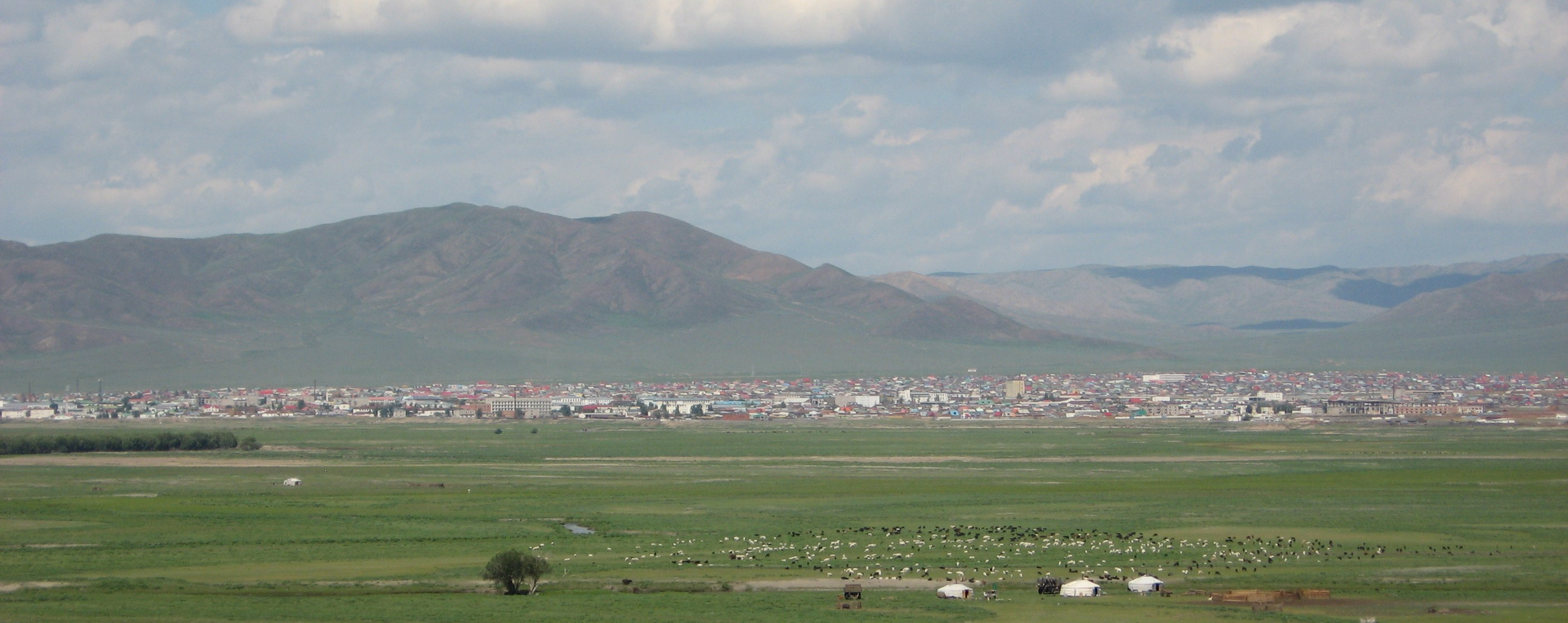
Mörön el 2008

Mörön (en mongol: Мөрөн, literalment "riu"; també escrit com Murun, Moron) és una ciutat i centre administratiu de la província de Khövsgöl al nord de Mongòlia. Abans de 1933, Khatgal havia estat la capital provincial.
Aquesta ciutat compta amb molts serveis. La ciutat té els seus orígens en el monestir Möröngiin Khuree fundat el 1809/11 a les ribes del riu Delgermörön.

## Població

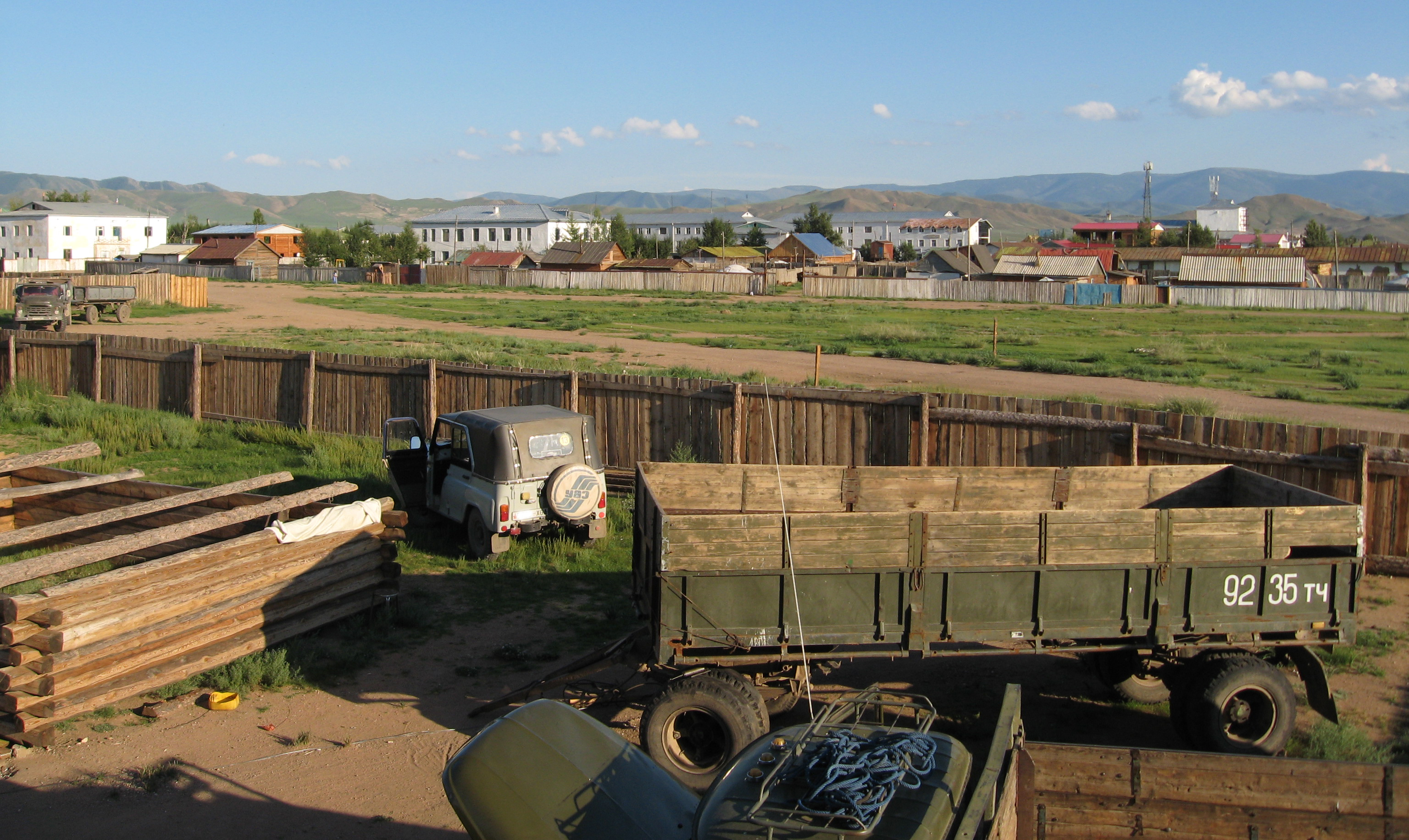
Part oest de Mörön

El 2007 tenia 36.082 habitants i el 1959 9.000. La majoria viuen en barris de iurtes 
L'aeroport (ICAO ZMMN) té dues pistes i amb vols regulars a Ulan Bator.

## Clima
Mörön té un clima semiàrid, en la (classificació de Köppen es denota com BSk) amb hiverns llargs molt freds i secs i estius moderadament càlids i curts.
| Dades climàtiques a Mörön                  | Dades climàtiques a Mörön | Dades climàtiques a Mörön | Dades climàtiques a Mörön | Dades climàtiques a Mörön | Dades climàtiques a Mörön | Dades climàtiques a Mörön | Dades climàtiques a Mörön | Dades climàtiques a Mörön | Dades climàtiques a Mörön | Dades climàtiques a Mörön | Dades climàtiques a Mörön | Dades climàtiques a Mörön | Dades climàtiques a Mörön |
| Mes                                        | gen                       | febr                      | març                      | abr                       | maig                      | juny                      | jul                       | ag                        | set                       | oct                       | nov                       | des                       | anual                     |
| ------------------------------------------ | ------------------------- | ------------------------- | ------------------------- | ------------------------- | ------------------------- | ------------------------- | ------------------------- | ------------------------- | ------------------------- | ------------------------- | ------------------------- | ------------------------- | ------------------------- |
| Màxima rècord °C (°F)                      | 4.5 (40.1)                | 9.2 (48.6)                | 18.7 (65.7)               | 27.1 (80.8)               | 32.5 (90.5)               | 35.4 (95.7)               | 33.9 (93)                 | 33.0 (91.4)               | 28.8 (83.8)               | 23.6 (74.5)               | 10.7 (51.3)               | 9.6 (49.3)                | 35.4 (95.7)               |
| Màxima mitjana °C (°F)                     | −14.5 (5.9)               | −9.3 (15.3)               | 0.8 (33.4)                | 9.9 (49.8)                | 18.2 (64.8)               | 22.9 (73.2)               | 23.4 (74.1)               | 21.9 (71.4)               | 16.7 (62.1)               | 7.6 (45.7)                | −3.7 (25.3)               | −12.1 (10.2)              | 6.82 (44.27)              |
| Mitjana diària °C (°F)                     | −22.7 (−8.9)              | −18.3 (−0.9)              | −8.0 (17.6)               | 1.4 (34.5)                | 9.7 (49.5)                | 15.2 (59.4)               | 16.2 (61.2)               | 14.4 (57.9)               | 7.9 (46.2)                | −0.7 (30.7)               | −11.4 (11.5)              | −19.8 (−3.6)              | −1.34 (29.59)             |
| Mínima mitjana °C (°F)                     | −28.8 (−19.8)             | −25.8 (−14.4)             | −15.9 (3.4)               | −6.4 (20.5)               | 1.2 (34.2)                | 7.5 (45.5)                | 10.1 (50.2)               | 7.6 (45.7)                | 0.4 (32.7)                | −8.0 (17.6)               | −18.0 (−0.4)              | −25.6 (−14.1)             | −8.47 (16.76)             |
| Mínima rècord °C (°F)                      | −45.7 (−50.3)             | −44.3 (−47.7)             | −34.6 (−30.3)             | −22.3 (−8.1)              | −11.7 (10.9)              | −5.8 (21.6)               | 1.4 (34.5)                | −1.6 (29.1)               | −12.7 (9.1)               | −27.3 (−17.1)             | −37.9 (−36.2)             | −45.8 (−50.4)             | −45.8 (−50.4)             |
| Precipitació mitjana mm (polzades)         | 1.3 (0.051)               | 1.0 (0.039)               | 0.8 (0.031)               | 7.0 (0.276)               | 15.3 (0.602)              | 42.6 (1.677)              | 59.6 (2.346)              | 54.1 (2.13)               | 17.5 (0.689)              | 5.3 (0.209)               | 1.9 (0.075)               | 1.4 (0.055)               | 207.8 (8.18)              |
| Mitjana de dies de precipitació (≥ 1.0 mm) | 0.5                       | 0.5                       | 0.5                       | 1.4                       | 2.9                       | 6.8                       | 10.2                      | 8.0                       | 3.7                       | 1.3                       | 0.3                       | 0.4                       | 36.5                      |
| Mitjana mensual d'hores de sol             | 168.4                     | 199.0                     | 252.6                     | 250.0                     | 294.5                     | 291.5                     | 274.3                     | 274.1                     | 249.0                     | 224.9                     | 168.1                     | 154.5                     | 2.800,9                   |
| Font: NOAA (1961-1990)                     |                           |                           |                           |                           |                           |                           |                           |                           |                           |                           |                           |                           |                           |

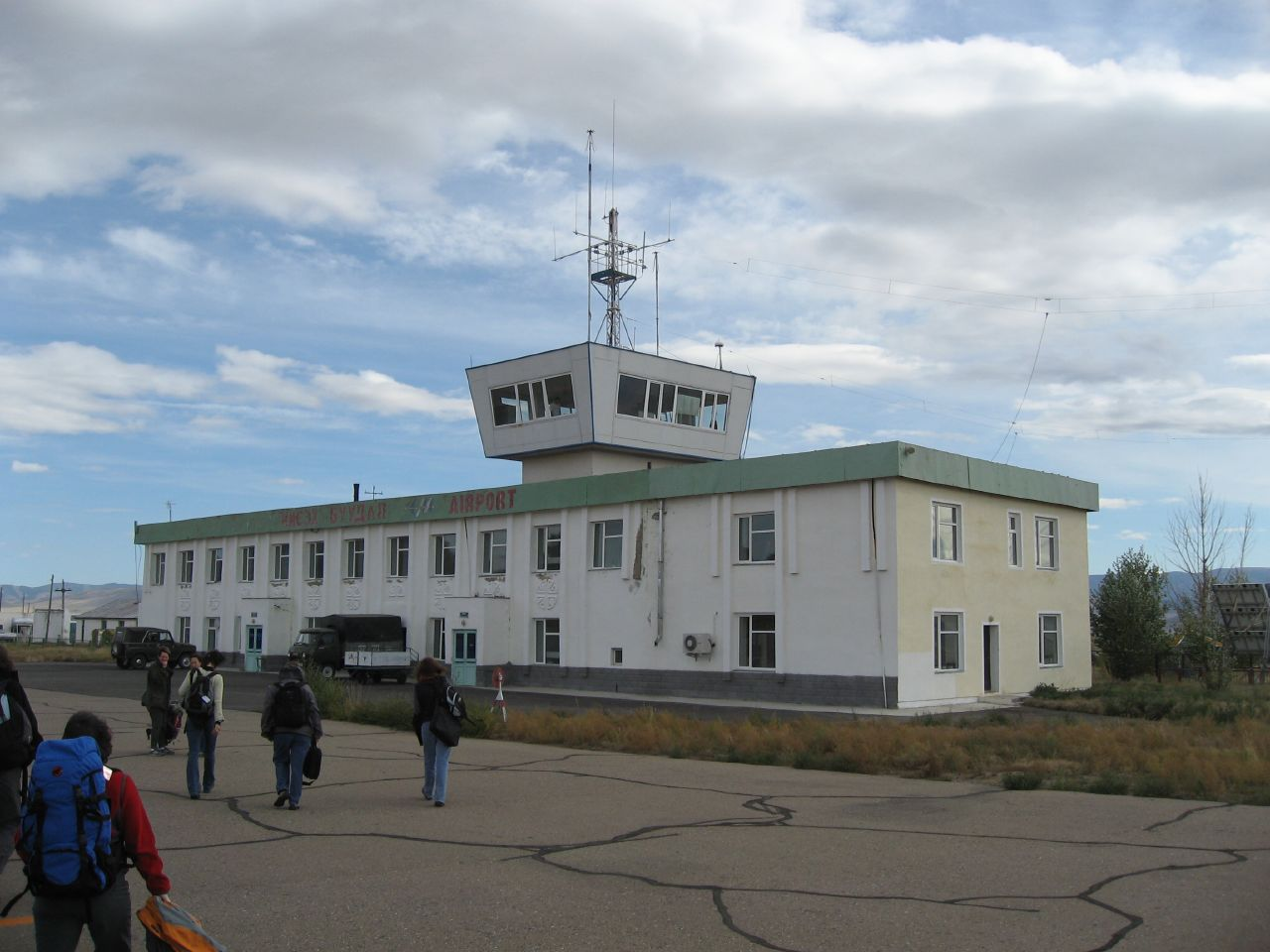
Aeroport
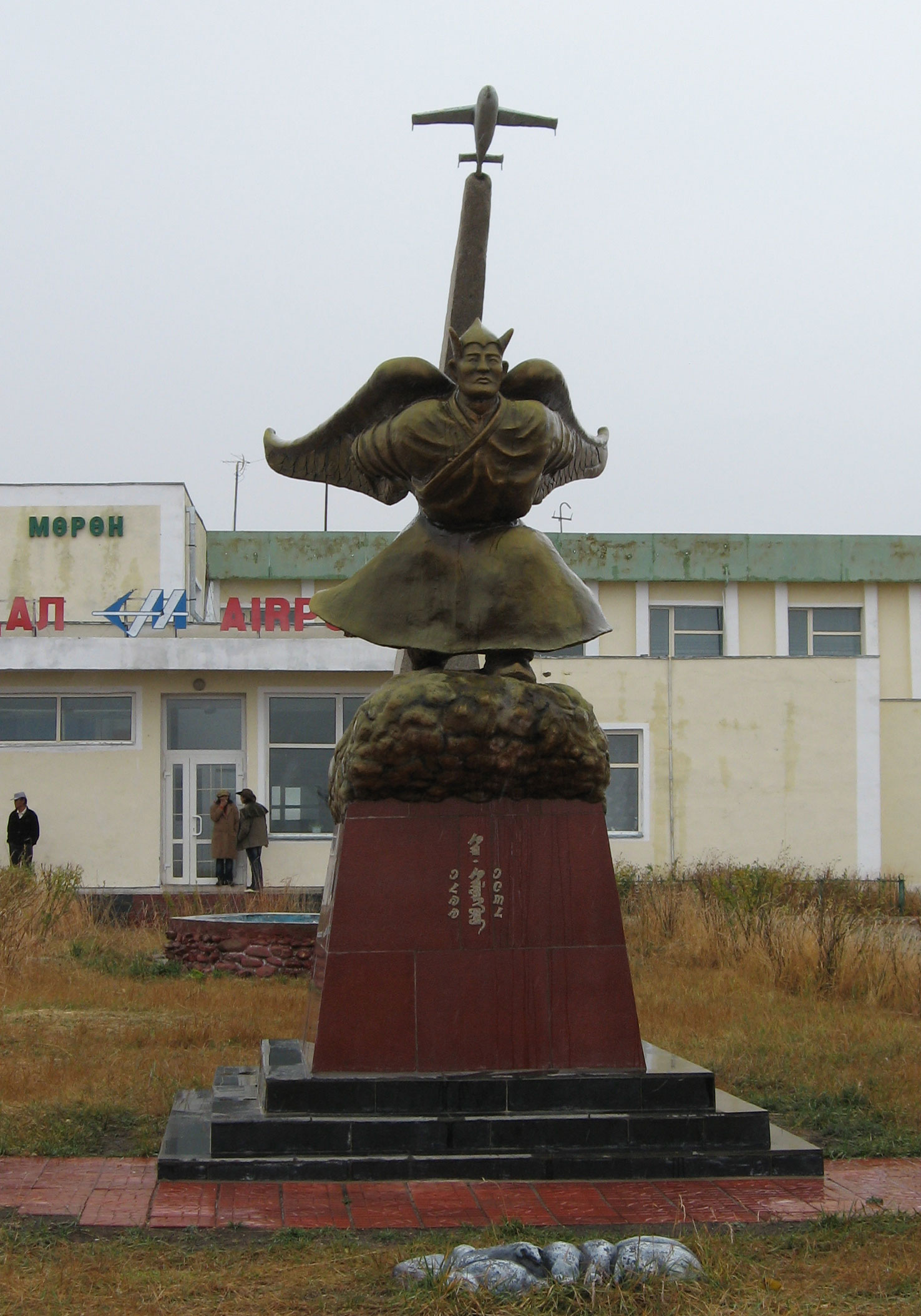
Gelenkhüü Memorial
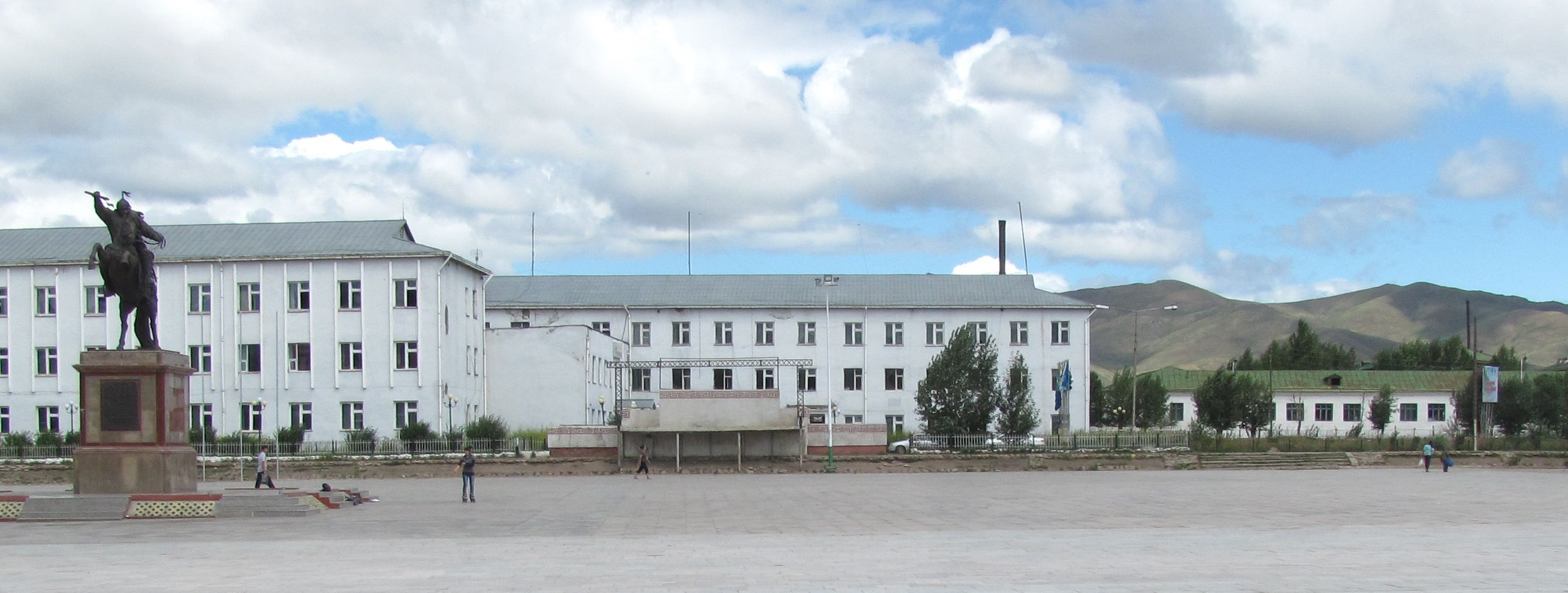
Plaça central amb el memorial a Davaadorj
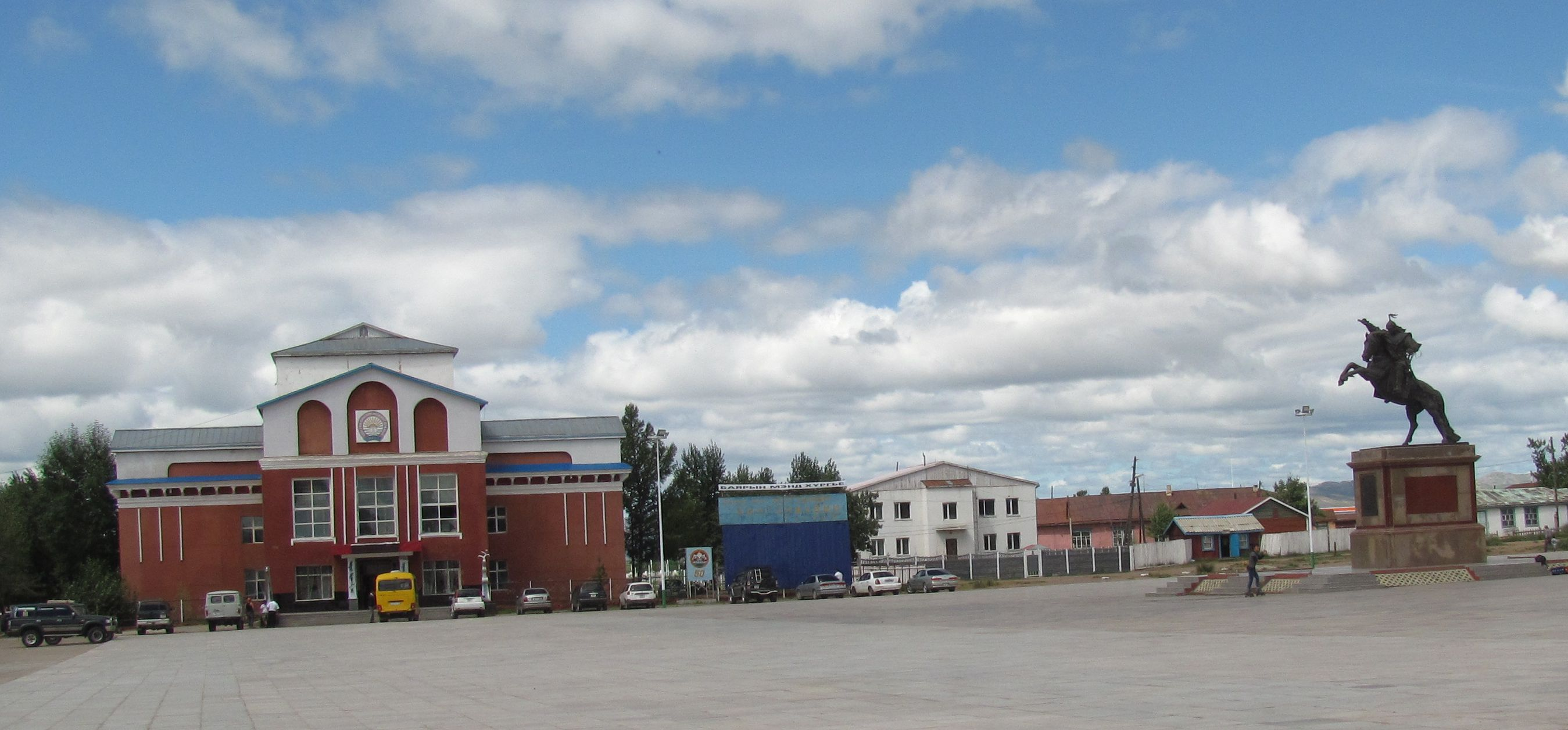
Museu
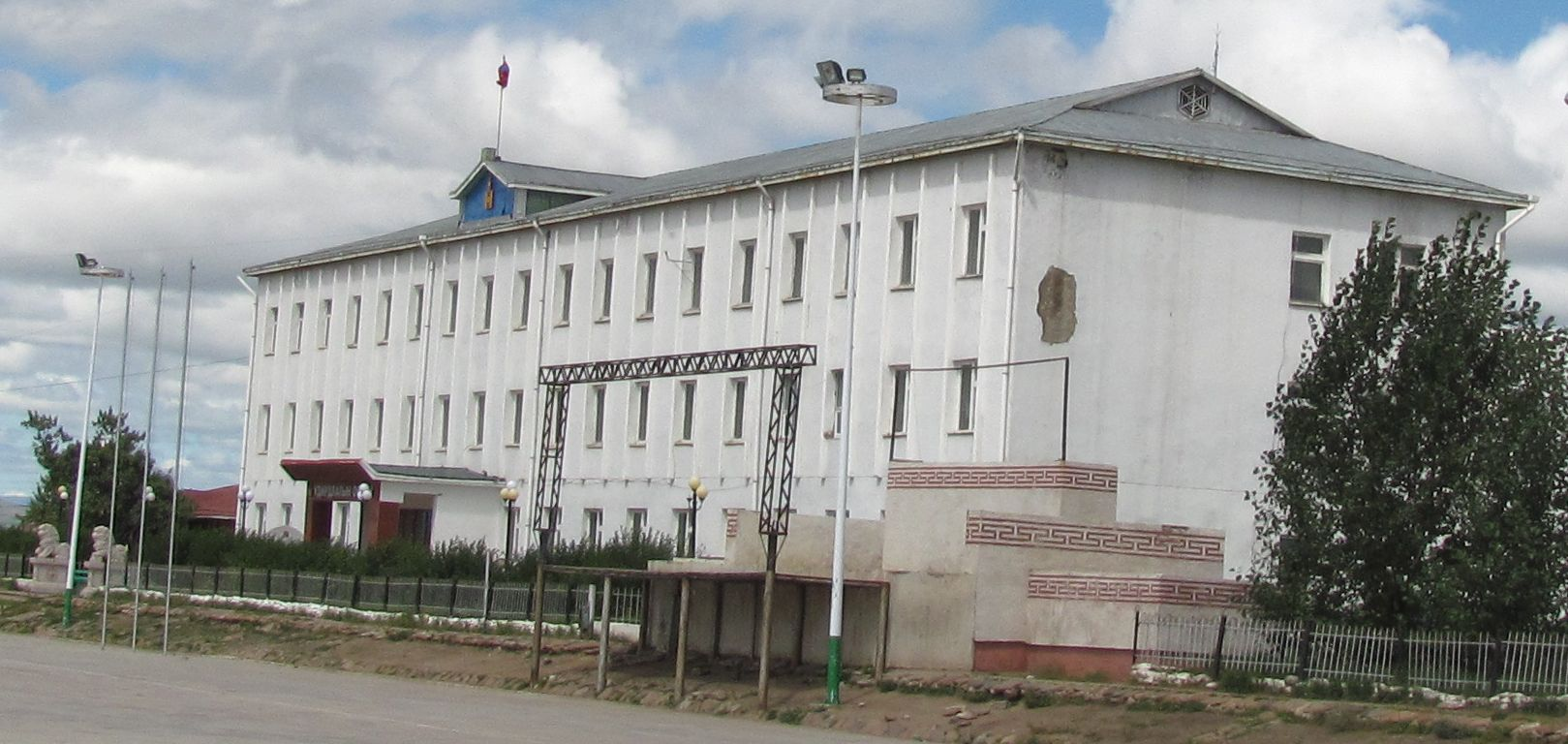
Casa de la vila
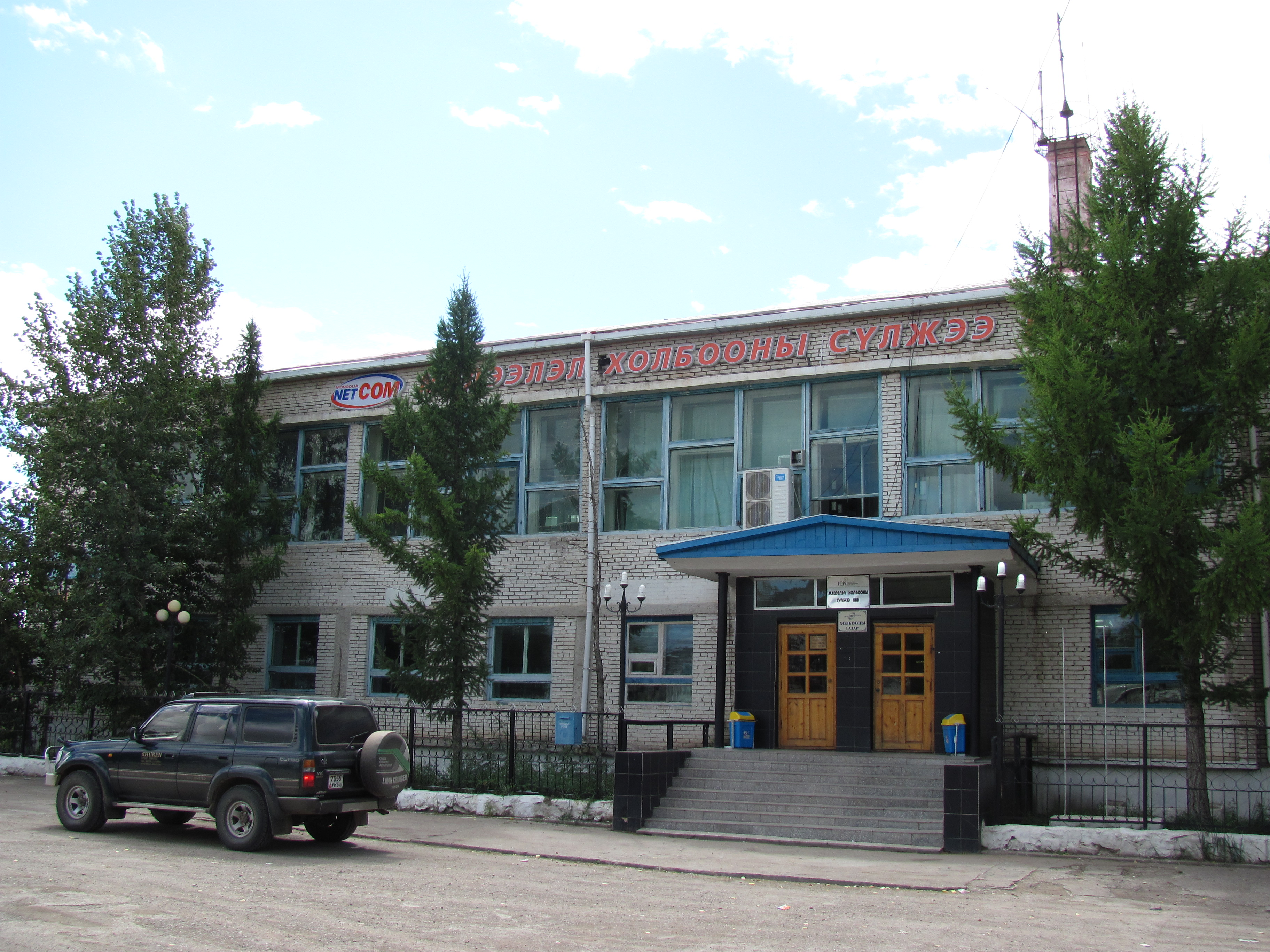
orreus
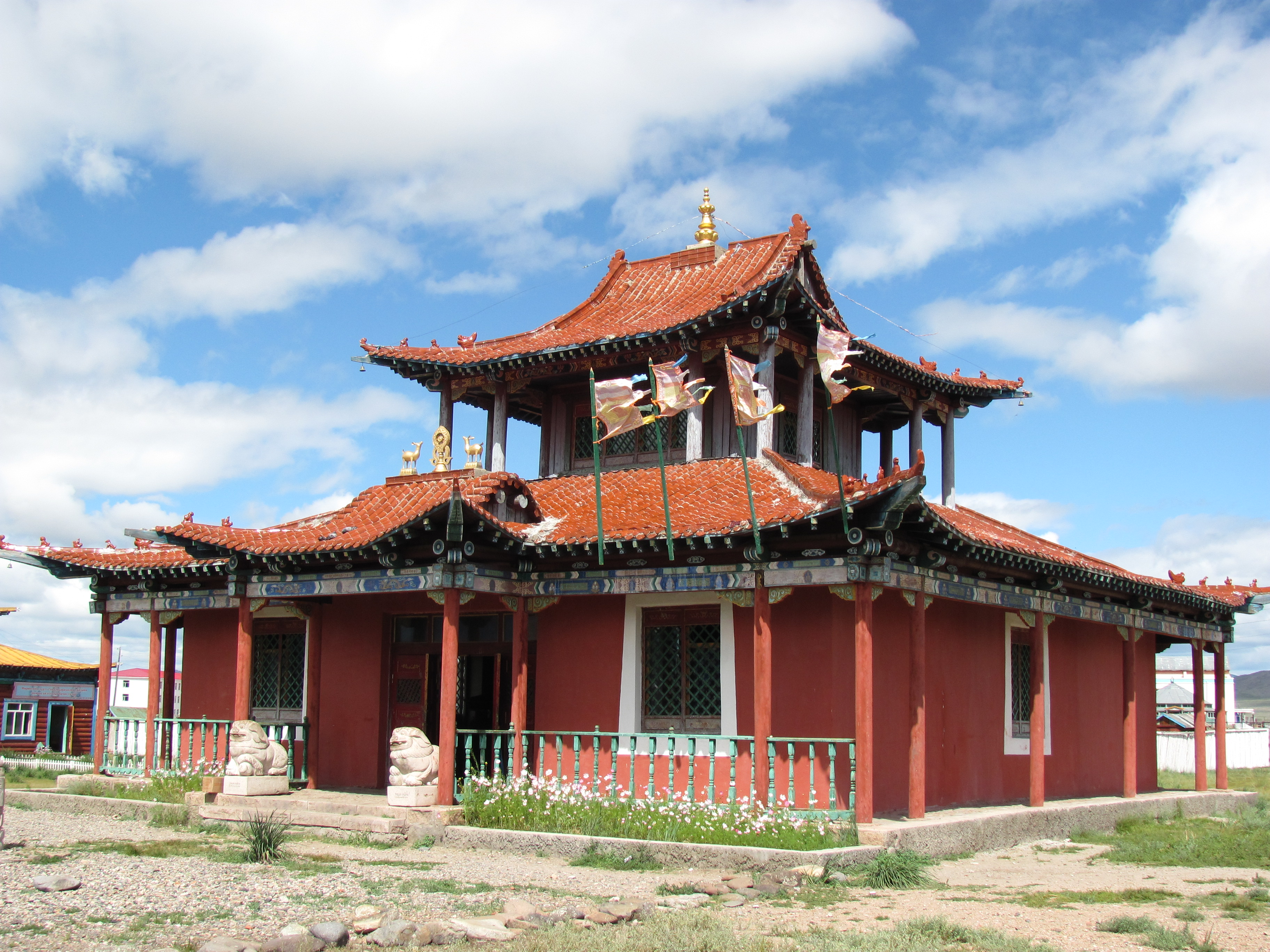
Monestir Danzadardscha Khiid
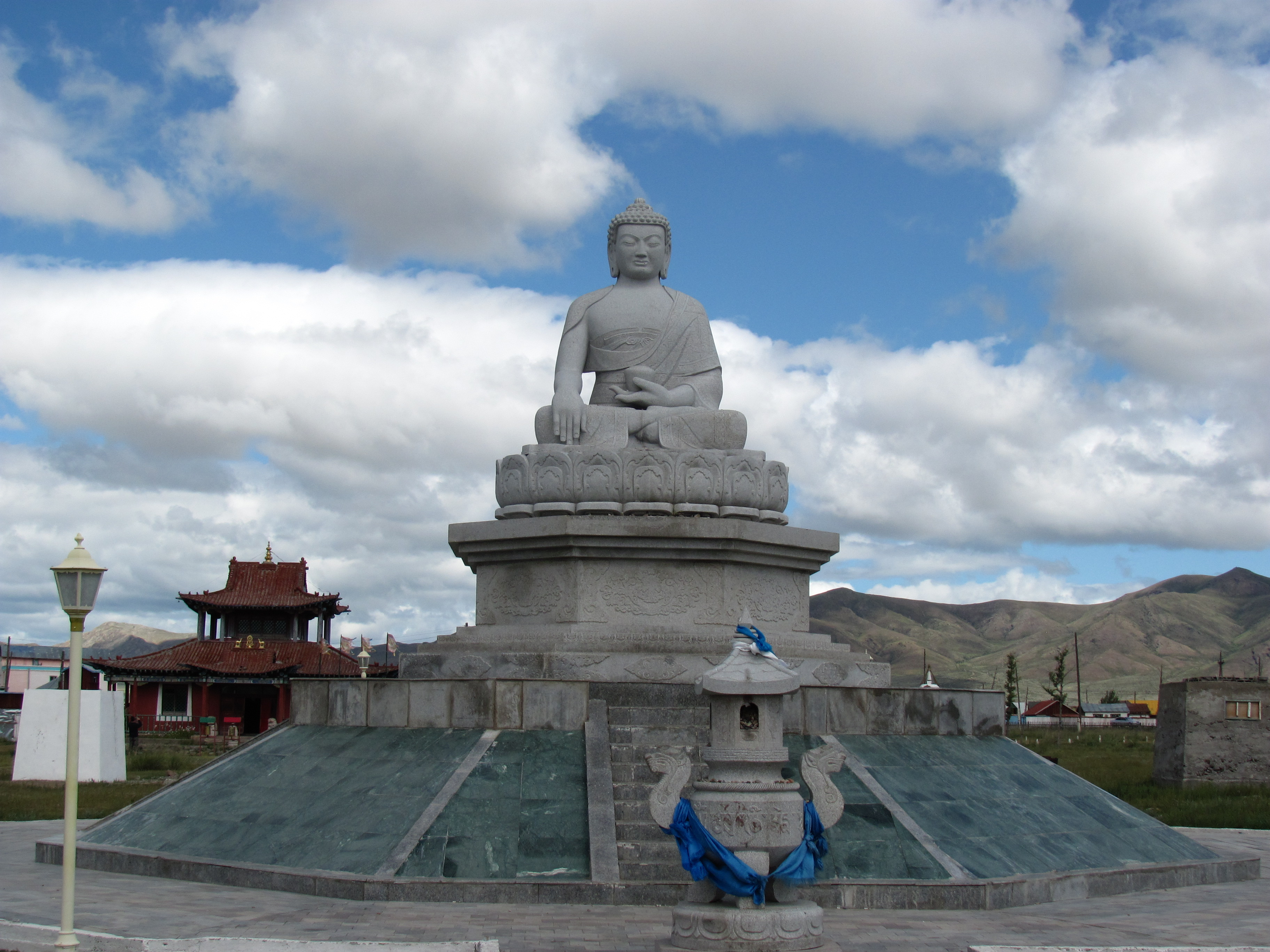
Estàtua de Buda al monestir
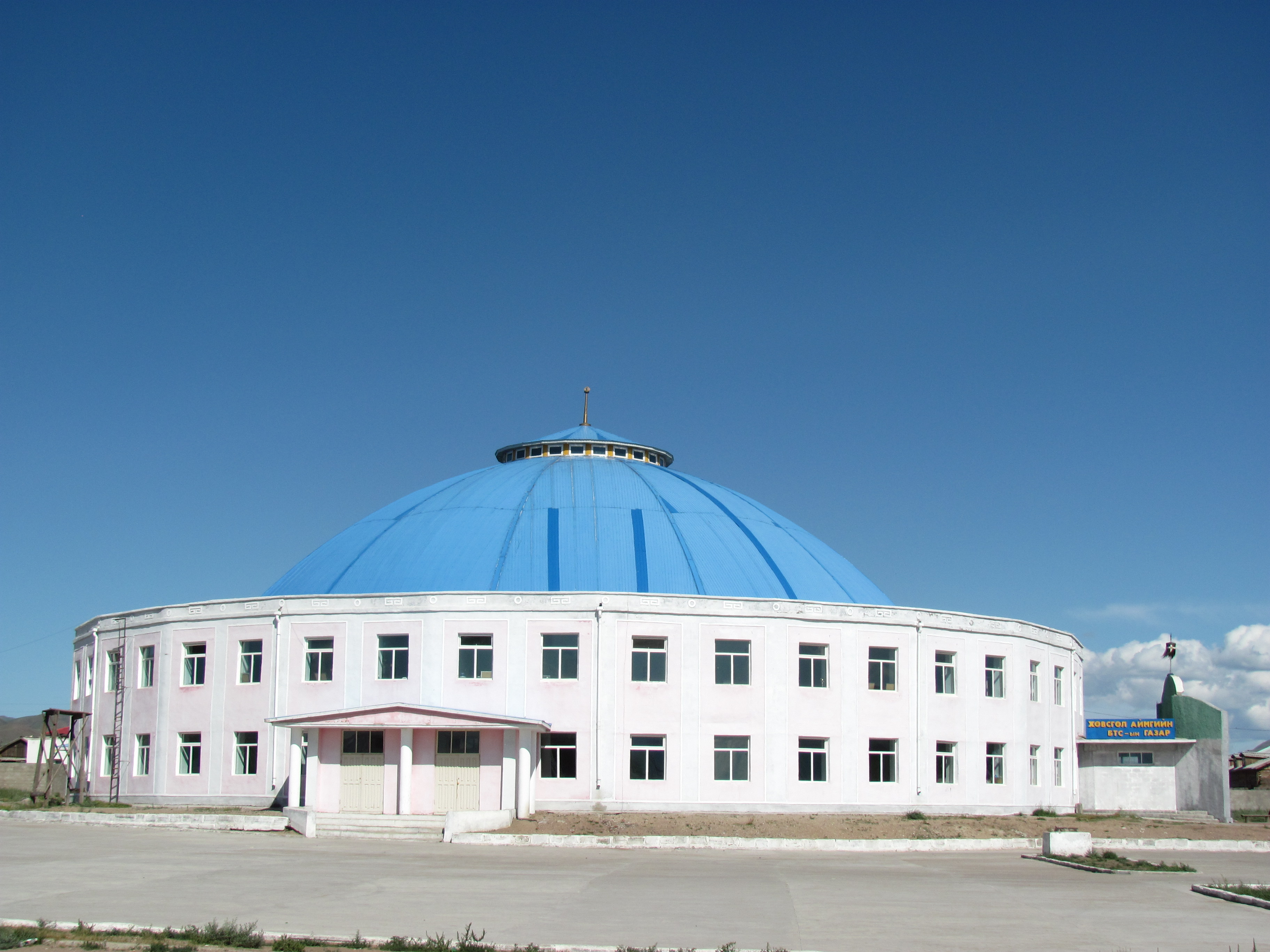
Estadi
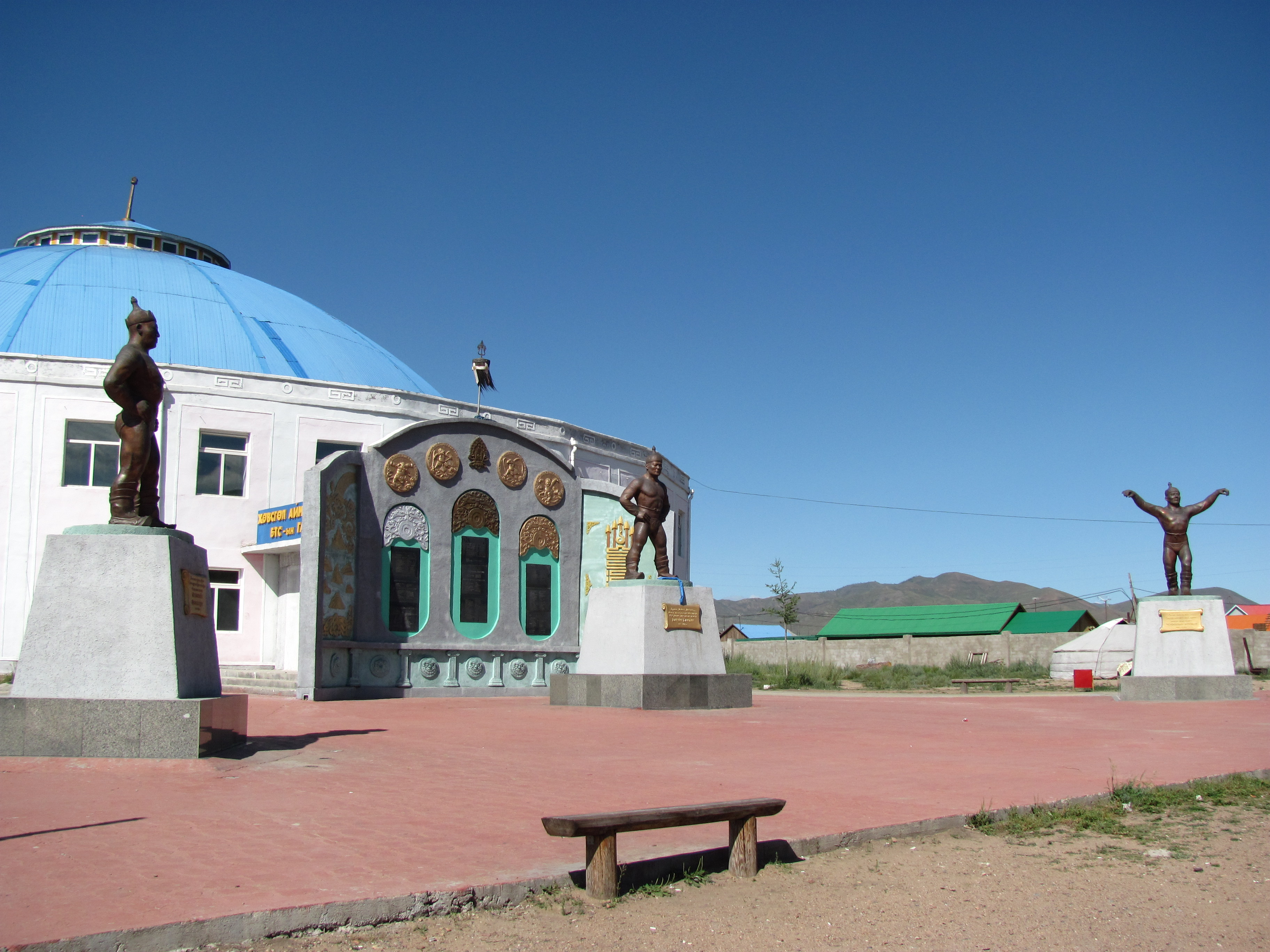
Memorial